# Alleghany Corporation
Alleghany Corporation ist ein US-amerikanisches Holding-Unternehmen mit Hauptsitz in New York. Das Unternehmen war an der New Yorker Börse unter dem Kürzel „Y“ gelistet.

## Geschichte
Die Brüder Oris und Mantis Van Sweringen begannen ab Anfang des 20. Jahrhunderts ein Unternehmenskonglomerat aufzubauen. Waren es zuerst Investitionen in Immobilien und Grundbesitz in und um Cleveland begannen sie bald im Eisenbahnsektor zu investieren. Bis zur Mitte der 1920er Jahre hatten die Brüder Anteile an den Bahngesellschaften New York, Chicago and St. Louis Railroad (Nikel Plate Road), Chesapeake and Ohio Railway, Pere Marquette Railroad und Erie Railroad erworben. In der Folge versuchten sie diese Gesellschaften zu einem gemeinsamen System zu verbinden. Dazu wurde 1925 ein entsprechender Antrag bei der Regulierungsbehörde Interstate Commerce Commission gestellt. Diese lehnte diese Vorhaben nach drei Jahren Prüfung im Frühjahr 1928 ab.
Die Brüder hatten ursprünglich gehofft, mit der Fusion der Bahngesellschaften durch weitere Aktienemissionen der neuen Bahngesellschaft und neuer Holding-Gesellschaften weitere liquide Mittel zu erhalten, um ihr Unternehmensgeflecht zu finanzieren. Da dieser Weg versperrt war, gründeten die Van Sweringens im Januar 1929 die Alleghany Corporation. Diese Holdinggesellschaft diente dazu, weitere Investitionen im Bahnbereich vor dem Zugriff der Regulierungsbehörde zu schützen und durch die Aktienausgabe entsprechende liquide Mittel zu erwirtschaften.
Durch entsprechende Gestaltung der Gesellschaftsverträge konnten die Van Sweringen Werte von rund 85 Millionen Dollar kontrollieren, ohne dabei viel eigenes Kapital einzusetzen. Rund 2/3 des Kapitals wurde durch nicht stimmberechtigte Aktienkäufer eingebracht.
Die Alleghany Corporation war zu 15,6 % im Besitz der Vaness Corporation (zu 80 % im Besitz der Van Sweringens), sowie zu 35,7 % im Besitz der Cleveland Terminals Building Company (100 % Van Sweringen Corporation; diese wiederum zu 71,3 % im Besitz der Vaness Corporation). Im April 1930 erwarb die Gesellschaft die Chicago and Eastern Illinois Railroad sowie 46 % an der Missouri Pacific Railroad.

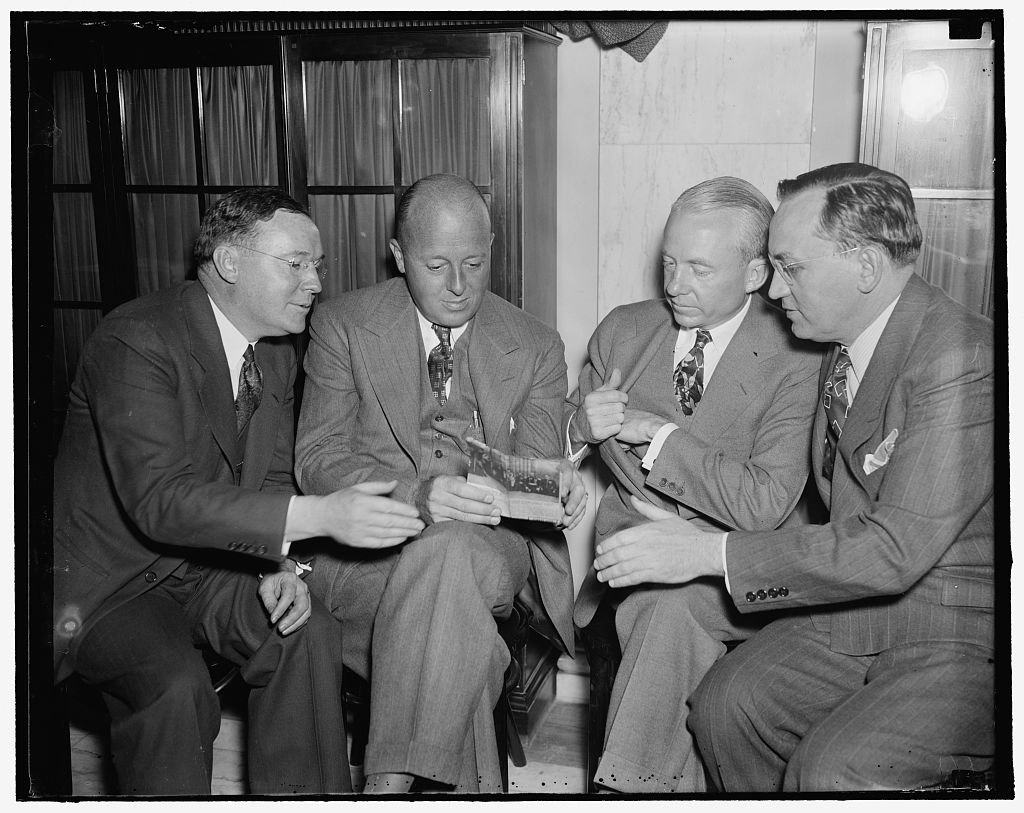
Allen P. Kirby, Robert R. Young und Frank F. Kolbe mit ihrem Anwalt Walter S. Orr (ganz links) am 6. Mai 1937

Die Weltwirtschaftskrise ab 1929 begann auch das Geschäftsmodell der Van Sweringen-Brüder ins Wanken zu bringen. Einige der Bahngesellschaften mussten Insolvenz anmelden. Daraufhin geriet das gesamte Unternehmensnetzwerk in wirtschaftliche Schwierigkeiten. Mit Überbrückungskrediten und Hilfen der staatlichen Reconstruction Finance Corporation konnte sich das Unternehmen eine Zeitlang retten. Als sie schließlich 1935 Kredite von J. P. Morgan nicht mehr bedienen konnten, versuchten die Brüder ihr Vermögen durch einen Verkauf für 3,1 Millionen Dollar an die neu gegründete Midamerica Corporation von George A. Ball zu retten. Schließlich übernahm 1937 eine Gruppe von Investoren um die Wall-Street-Broker Robert R. Young, Allen P. Kirby und Frank F. Kolbe für 6,375 Millionen Dollar die Alleghany Corporation.
Ab 1946 erwarb die Alleghany Corporation Aktien der New York Central Railroad. 1954 war schließlich der Zeitpunkt für einen Proxy-Fight um die Übernahme dieser Bahngesellschaft gekommen. Im Vorfeld verkaufte die Alleghany ihre Beteiligung an der Chesapeake & Ohio Railroad an Cyrus Eaton, einen Industriellen aus Cleveland. Der Übernahmekampf wurde gewonnen und Young wurde Chairman der New York Central. Die Versprechungen die Young seinen Investoren gab, konnte er jedoch nicht einlösen. 1958 beging er deshalb Selbstmord. In der Folge reduzierte die Alleghany ihre Anteile an der New York Central wieder, besaß aber 1965 immer noch um die 15 % der Aktien. Diese wurden bis 1966 verkauft.
Ab 1949 begann sich das Unternehmen am Investmentfonds-Unternehmen Investors Diversified Services (IDS) zu beteiligen. Damit wurde ein zweites Standbein neben den Bahngesellschaften geschaffen.
Nach dem Tod von Young wurde Allen Kirby Präsident und Chairman der Gesellschaft. Die ersten Jahre seiner Amtszeit waren geprägt von der Abwehr mehrerer Übernahmeversuche. 1961 gelang es den Brüder Clint Jr. und John Murchison, die ebenfalls an IDS beteiligt waren, die Kontrolle über das Unternehmen zu erhalten. Da jedoch Kirby immer noch 35 % der Aktien kontrollierte, konnte er alle Änderungen im Unternehmen blockieren. Die Murchisons gaben schließlich auf und verkauften 1962 ihre Anteile an Bertin Gamble. Dieser verkaufte seine Anteile letztendlich 1963 an Kirby und dessen Unterstützern. Somit kontrollierte Kirby ab 1963 43 % der Aktien, weitere 16 % waren im Besitz von Freunden und Unterstützern.
Ab 1967 kam es mit der Mississippi River Fuel Corporation zu einem Übernahmekampf um die Missouri Pacific Railroad. 1974 wurde eine Einigung im Rahmen einer finanziellen Reorganisation gefunden und im folgenden Jahr verkaufte die Alleghany ihre Anteile an die Mississippi River Fuel. Im gleichen Jahr erlitt Allen Kirby einen starken Schlaganfall. Sein Sohn Fred M. Kirby wurde Nachfolger als Chairman of the Board.
1970 wurde die Spedition Jones Motor Company erworben. Diese entwickelte sich nicht wie gewünscht und wurde 1982 wieder veräußert.
In der Folge wurde die Alleghany Corporation mehr und mehr zu einem Kapitalanlageunternehmen der Kirby-Familie umgewandelt. Entsprechend wurden die entsprechenden Investitionen gewählt.
1974 übernahm das Unternehmen 95 % von MSL Industries. In dieses Unternehmen wurde die 1976 erworbene Allied Structural Steel Company und später die Bibb Steel and Supply Company eingegliedert.
Mitte der 1980er Jahre begann eine Neuausrichtung des Unternehmens. Zuerst wurde im Januar 1984 IDS für 1 Milliarde Dollar an American Express verkauft. Dadurch erhielt Alleghany Amex-Aktien. Dieser Anteil wurde dann 1986 veräußert. Als Mitte der 1980er Jahre der Verkauf der staatlichen Bahngesellschaft Conrail zur Debatte stand, bewarb sich auch Alleghany um den Zuschlag. Conrail wurde jedoch 1987 vollständig an die Börse gebracht. Ende 1984 wurde die Alleghany Financial Corporation gegründet. Das Unternehmen hatte zum Ziel Versicherungen und andere Finanzdienstleistungsunternehmen zu erwerben. 1985 wurde deshalb die Chicago Title and Trust Company von der Lincoln National Corporation gekauft. 1986 folgte noch die Shelby Insurance Company und 1987 die SAFECO Title Insurance Company (später Security Union Title Insurance Company). Ende 1986 wurde die Unternehmensreorganisation abgeschlossen. Im Vorfeld wurden alle Investitionen im Nichtfinanzbereich abgestoßen. In der verbliebenen Alleghany Financial Corporation waren alle Unternehmen aus der Versicherungs- und Finanzbranche gebündelt. In der Folge wurde die alte Alleghany Corporation von 1929 liquidiert. Die Alleghany Financial Corporation nannte sich daraufhin in Alleghany Corporation um.
1987 wurde die Stahlherstellung der Cyclops Corporation von der Dixons Group erworben und mit der Stahlproduktion der MSL Industries verschmolzen und unmittelbar darauf als Cyclops Industries Inc. an die Börse gebracht.
Ab 1989 begann Alleghany erneut Unternehmen zu erwerben, so den Versicherer Sacramento Savings & Loan Associations und zwei damit verbundene Unternehmen. 1991 kaufte Chicago Title die Ticor Title Insurance. Im gleichen Jahr erfolgte der Kauf der Celite Corporation, eines Unternehmens in den Bereichen Industriefilter und -mineralien sowie der Verkauf von Shelby Insurance.
Im folgenden Jahr trat Fred Kirby II als Chief Executive Officer zurück, blieb jedoch noch bis 2006 Chairman of the board. Während seiner Zeit gab es innerfamiliäre Konflikte um die Ausrichtung des Unternehmens und den Führungsstil von Kirby. Auf Grund der Informationspolitik des Unternehmens und der Familie wurde davon jedoch wenig in der Öffentlichkeit bekannt. Sein Nachfolger wurde als CEO wurde John Burns Jr., der bereits seit 1977 als Präsident das Unternehmen leitete und ab 2006 auch die Position des Chairmans of the board übernahm. Burns war der erste Unternehmenschef seit 1957, der nicht aus der Kirby-Familie stammte.
1992 wurde noch das Mineralunternehmen Harborlite Corporation und 1993 der Versicherer Underwriters Reinsurance Company erworben.
1994 erwarb die Alleghany Corporation Anteile an der Santa Fe Pacific Corporation und unterstützte die Bahngesellschaft bei der Fusion mit der Burlington Northern Inc. zur Burlington Northern Santa Fe.
Im Juni 1998 wurde der Bereich Versicherungen der Chicago Title & Trust als Chicago Title Corporation verkauft. Später fusionierte das Unternehmen mit der Fidelity National Financial Inc.
Um die Profite zu steigern wurde das Unternehmensportfolio restrukturiert und es wurde verschiedene Unternehmen veräußert. So im Jahr 2000 die Underwriters Reinsurance an die Swiss Re America Holding Corporation. Das Tochterunternehmen Alleghany Asset Management wurde 2001 an die ABN AMRO North America Holding verkauft. Im Nachgang zum Terrorangriff vom 11. September 2001 und den dadurch entstandenen und erwarteten Belastungen für Versicherer wurde auch die Alleghany Underwritings Holdings verkauft.
Erworben wurde 2002 das Versicherungsunternehmen Capitol Transamerica Corporation mit dem Tochterunternehmen Platte River Insurance Company und 2003 Royal Specialty Underwriting Inc. Ende 2004 wurde mit dem Schraubenimporteur Heads & Threads International das letzte Überbleibsel der MSL Industries im Rahmen eines Management-Buy-Outs aus dem Konzern herausgelöst.
2004 wurde Weston Hicks der Nachfolger von John Burns als CEO. Unter seiner Leitung wurde 2005 die im Unternehmen World Minerals Inc. gebündelten Filterhersteller Celite und Harborlite an den französischen Konzern Imerys verkauft. 2007 wurde das Versicherungsunternehmen PacificComp erworben und Ende 2017 an die Copperpoint Mutual Insurance weiterverkauft. Mit der 2007 gegründeten Alleghany Capital Partners (jetzt Roundwood Asset Management), als Beratungsunternehmen, und der Alleghany Capital Corporation erfolgen strategische Investitionen in verschiedene Unternehmen.
2022 wurde das Unternehmen für 1,6 Mrd. US-Dollar von Berkshire Hathaway übernommen.

## Unternehmenssitz
Ursprünglich hatte das Unternehmen seinen Sitz im Cleveland Terminal Tower. Später zog das Unternehmen nach New York City. So wurden bis 1995 Räume im Park Avenue Plaza (55East 52nd St) und danach bis 2005 Räume im Seagram Building (375 Park Avenue) angemietet. Von 2005 bis 2015 residierte das Unternehmen im Times Square Tower (7 Times Square Tower), von 2015 bis 2024 World Apparel Center (1411 Broadway) und seit dem im 1 Rockefeller Plaza.

## Unternehmensführung

### Präsident und CEO
- 1929–1933: Oris Paxton Van Sweringen
- 1933–1937: George A. Ball
- 1937–1961: Allan P. Kirby
- 1961–1962: John Murchison
- 1962–1963: Bertin Gamble
- 1963–1968: Charles Ireland
- 1968–1977: Fred M. Kirby (CEO bis 1992)
- 1977–2004: John J. Burns Jr. (CEO seit 1992)
- 2004–2021: Weston M. Hicks
- Seit 2021: Joseph (Joe) P. Brandon

### Chairman of the board
- 1937–1958: Robert R. Young
- 1958–1961: Allan P. Kirby
- 1961–1962: John Murchison
- 1963–1967: Allan P. Kirby
- 1967–2006: Fred M. Kirby
- 2006–2010: John J. Burns Jr.
- seit 2010: Jefferson W. Kirby

## Wichtige Beteiligungen
- 1929–1954: Chesapeake and Ohio Railway (Bahngesellschaft)
- 1930–1975: Missouri Pacific Railroad (Bahngesellschaft)
- 1945–1966: New York Central Railroad (Bahngesellschaft)
- 1949–1984: Investors Diversified Services (Investmentfondgesellschaft)
- 1956–1965: Webb & Knapp (Grundbesitzverwaltung)
- 1970–1982: Jones Motor Company (LKW-Spedition)
- 1974–1987: MSL Industries
- -1976: Court House Square
- 1976–1987:  Allied Structural Steel Company
- 1983-: Gray, Seifert and Company
- 1985–1998: Chicago Title and Trust
- 1986–1991: Shelby Insurance
- 1987-: SAFECO Title Insurance
- 1989–1998: Sacramento Savings & Loan Associations
- 1991–2005: Celite Corporation
- 1992–2005: Harborlite Corporation
- 1993–2000: Underwriters Reinsurance Group
- seit 1994: Alleghany Properties (Grundbesitzverwaltung)
- seit 2011: TransRe (Rückversicherungsgesellschaft)
- seit 2003: Royal Specialty Underwriting Inc (RSUI) (Versicherungsgesellschaft)
- seit 2002: Capitol Insurance Companies (Versicherungsgesellschaft)
- 2007–2017: PacificComp (Versicherungsgesellschaft)